# 세이와 천황
세이와 천황(清和天皇, 850년 5월 10일 ~ 881년 1월 7일)은 일본의 제56대 천황이다. 겐지(源氏) 계통의 조상이다. 휘는 고레히토(惟仁)이다. 능호를 따서 미즈노오노미카도(水尾帝)라고도 한다.

## 약력
외조부 후지와라노 요시후사(藤原良房)의 후견으로 고레타카(惟喬) 친왕을 제치고 황태자가 되었으며, 몬토쿠 천황의 붕어와 함께 불과 9세의 나이로 즉위하여, 요시후사가 외척으로서 정치의 실권을 잡았다.
조간 8년(866년)에는 도모노 요시오(伴善男) 등에 의한 것으로 여겨지는 응천문(應天門) 방화사건(응천문의 변)이 발생했다. 도모노 요시오를 신뢰하던 천황은 사건을 해결한 요시후사에 사양하는 형태로 조간 6년(864년)에 요시후사를 정식으로 섭정에 임명했다.(이때 천황은 이미 원복한 뒤로 굳이 섭정이 필요하지 않았다.)
조간 18년(876년) 제1황자였던 9세의 사다아키라(貞明) 친왕(요제이 천황)에 양위하였다. 2년 반이 지난 겐쿄(元慶) 3년(879년) 5월에 출가하여, 10월부터 기나이(畿內) 순행길에 올랐다. 이듬해 3월에는 단바(丹波) 국 미즈오(水尾) 땅으로 들어가 단식을 수반한 고행을 시작하였다. 미즈오를 자신의 은거지로 삼아 새로 절을 짓던 도중, 좌대신 미나모토노 도루(源融)의 별저였던 서하관(棲霞觀)에서 병을 얻어, 아와타(栗田)의 엔가쿠지(円覺寺)로 옮겨간 뒤 붕어하였다.

## 가계도
| - 황후 : 후지와라노 다카코(藤原 高子) (842~910) - 후지와라노 나가요시(藤原長良)의 딸 - 제1황자 : 사다아키라 친왕(貞明 親王) - (요제이 천황) - 제4황자 : 사다야스 친왕(貞保 親王) (870~924) - 제5황녀 : 아츠코 내친왕(敦子 内親王) (?~930) - 뇨고(女御) : 후지와라노 가즈코(藤原 佳珠子) - 소선공(昭宣公) 후지와라노 모토쓰네(藤原 基経)의 딸 - 제7황자 : 사다토키 친왕(貞辰 親王) (874~929) - 뇨고(女御) : 후지와라노 다미코(藤原 多美子) (?~886) - 후지와라노 요시미(藤原良相)의 딸 - 뇨고(女御) : 다이라노 히로코(平 寛子) - 뇨고(女御) : 요시코 여왕(嘉子 女王) - 뇨고(女御) : 미나모토노 스마코(源 済子) - 몬토쿠 천황의 딸이자 이복동생 - 뇨고(女御) : 미나모토노 사다코(源 貞子) (?~873) - 뇨고(女御) : 다카코 여왕(隆子 女王) - 뇨고(女御) : 다다코내친왕(忠子 内親王) (854~903) - 고코 천황의 딸이자 4촌동생 - 뇨고(女御) : 후지와라노 요리코(藤原 頼子) (?~936) - 뇨고(女御) : 겐시여왕(兼子女王) - 뇨고(女御) : 미나모토노 다케코(源 厳子) (?~879) - 미나모토노 요시아리(源 能有)의 딸 - 뇨고(女御) : 미나모토노 아쓰코(源 喧子) - 뇨고(女御) : 미나모토노 요시코(源宜子) - 오키모토 왕(興基王)의 딸 - 코이(更衣) : 다치바나 씨(橘氏) (?~924) - 다치바나노 야스카게(橘 休蔭)의 딸 - 제2황자 : 사다카타 친왕(貞固 親王) (?~930) - 코이(更衣) : 아리와라노 후미코(在原 文子) - 아리와라노 유키히라(在原 行平)의 딸 - 제8황자 : 사다카즈 친왕(貞数 親王) (875~916) - 황녀 : 쓰쓰코 내친왕(包子 内親王) (?~889) | - 코이(更衣) : 후지와라 씨(藤原氏) - 후지와라노 요시치카(藤原 良近)의 딸 - 제5황자 : 사다히라 친왕(貞平 親王) (?~913) - 황녀 : 시코 내친왕(識子内親王) (874~907) - 코이(更衣) : 후지와라 씨(藤原氏) - 후지와라노 모로후지(藤原 諸藤)의 딸 - 제9황자 : 사다자네 친왕(貞真 親王) (876~931) - 코이(更衣) : 후지와라 씨(藤原氏) - 후지와라노 마사무네(藤原真宗)의 딸 - 제10황자 : 사다요리 친왕(貞頼 親王) (876~922) - 코이(更衣) : 후지와라 씨(藤原氏) - 후지와라노 나카무네(藤原 仲統)의 딸 - 제3황자 : 사다모토친왕(貞元 親王) (?~910) - 코이(更衣) : 후지와라 씨(藤原氏) - 후지와라노 모로쿠즈(藤原諸葛)의 딸 - 황녀 : 모토코 내친왕(孟子 内親王) (?~901) - 코이(更衣) : ?여왕(?女王) - 무네사다 왕(棟貞王)의 딸 - 제6황자 : 사다즈미 친왕(貞純 親王) (885~916) - 코이(更衣) : 사에키 씨(佐伯氏) - 사에키노 고후사(佐伯 子房)의 딸 - 황자 : 미나모토노 나가미(源 長鑒) - 황자 : 미나모토노 나가요리(源 長頼) - 궁인(宮人) : 가모 씨(賀茂氏) - 가모노 미네오(賀茂 峯雄)의 딸 - 황자 : 미나모토노 나가카즈(源 長猷) (?~918) - 황녀 : 미나모토노 노루코(源 載子) - 궁인(宮人) : 오노 씨(大野氏) - 오노노 다카토리(大野 鷹取)의 딸 - 황자 : 미나모토노 나가후치(源 長淵) - 일본 천황 - 일본삼대실록 - 기온마쓰리 - 고미즈노오 천황 |